# 锡梅里克里基
锡梅里克里基（義大利語：Simeri Crichi），是意大利卡坦扎罗省的一个市镇。总面积46.7平方公里，人口4525人，人口密度96.9人/平方公里（2009年）。ISTAT代码为079133。